# Sancreed
Sancreed – wieś w Anglii, w Kornwalii. Leży 6 km na zachód od miasta Penzance i 416 km na zachód od Londynu. W 2001 miejscowość liczyła 628 mieszkańców.